# 楊德森 (宣統進士)
楊德森（1884年？月？日—？年？月？日），字蔭孫，江蘇省蘇州府長洲縣人，宣統二年商科進士，曾留學比利時學校。

## 生平
宣統二年(1910年)九月二日，內閣奉上諭：楊德森著賞給商科進士。
宣統三年(1911年)，授職翰林院庶吉士。
民國2年（1913年）2月10日，派幣制委員會兼任員 。
民國14年（1925年）5月16日，派財政善後委員會委員 。
曾任天津交通銀行行長、北京大學商科教員。

## 著作
- 《中國海關制度沿革》
- 《英格蘭銀行史》
- 《法蘭西銀行史》
- 《義大利銀行史》